# Anusorn Srichaluang
Anusorn Srichaluang (tiếng Thái: อนุสรณ์ ศรีชาหลวง, sinh ngày 8 tháng 10 năm 1989) là một cầu thủ bóng đá từ Thái Lan. Hiện tại anh thi đấu cho Customs United  ở Thai League 3.

## Sự nghiệp quốc tế
Anusorn thi đấu cho U-19 Thái Lan, và thi đấu ở Giải vô địch bóng đá U-19 châu Á 2008.

## Bàn thắng quốc tế

### U-19
| #  | Ngày                | Địa điểm                                                   | Đối thủ | Tỉ số | Kết quả | Giải đấu                              |
| -- | ------------------- | ---------------------------------------------------------- | ------- | ----- | ------- | ------------------------------------- |
| 1. | 3 tháng 11 năm 2008 | Sân vận động Hoàng tử Saud bin Jalawi, Khobar, Ả Rập Xê Út | Jordan  | 2-0   | 3-2     | Giải vô địch bóng đá U-19 châu Á 2008 |

## Danh hiệu

### Câu lạc bộ
Muangthong United
- Giải bóng đá Ngoại hạng Thái Lan Vô địch (1): 2009